# Albert Camus
(Motivazione del Premio Nobel per la letteratura)
Albert Camus (IPA: [alˈbɛʁ kaˈmy]) (Mondovi, 7 novembre 1913 – Villeblevin, 4 gennaio 1960) è stato uno scrittore, filosofo, saggista, drammaturgo, giornalista e attivista politico francese.
Con la sua multiforme opera è stato in grado di descrivere e comprendere la tragicità di una delle epoche più tumultuose della storia contemporanea, quella che va dall'ascesa dei totalitarismi al secondo dopoguerra e al concomitante inizio della guerra fredda. Non solo: le sue riflessioni filosofiche, magistralmente espresse in immagini letterarie, hanno una valenza universale e atemporale capace di oltrepassare i meri confini della contingenza storica, riuscendo a descrivere la condizione umana nel suo nucleo più essenziale.
Il suo lavoro è sempre teso allo studio dei turbamenti dell'animo umano di fronte all'esistenza, in balia di quell'assurdo definito come «divorzio tra l'uomo e la sua vita». L'unico scopo del vivere e dell'agire, per Camus, che pare esprimersi dialetticamente fuori dell'intimità esperienziale, sta nel combattere, nel sociale, le ingiustizie oltre che le espressioni di poca umanità, come la pena di morte: «Se la Natura condanna a morte l'uomo, che almeno l'uomo non lo faccia», usava dire.
Camus ricevette il Premio Nobel per la letteratura nel 1957. Malato da anni di tubercolosi, morì nel 1960 in un incidente stradale.

## Biografia
Camus nacque a Mondovi (oggi Dréan), nell'allora Algeria francese, il 7 novembre del 1913 in una modesta famiglia di pieds-noirs, cioè i coloni francesi - o più in generale europei - e i loro discendenti stanziati nelle colonie francesi del Nordafrica, per la cui povera condizione sociale il futuro scrittore, da ragazzo, nutriva una forte vergogna. Il padre, Lucien Auguste Camus, era un fornitore d'uva locale, la cui famiglia era originaria di Bordeaux (nell'odierna regione della Nuova Aquitania) per parte paterna e dell'Alsazia per parte materna, che morì precocemente nella prima battaglia della Marna nel 1914 («...per servire un paese che non era suo», come ebbe a scrivere Camus una volta adulto nel romanzo Il primo uomo), mentre la madre, Catherine Hélène Sintès, era figlia di genitori spagnoli originari di Minorca (nelle Isole Baleari).
Dopo la morte del padre, assieme alla madre e alla nonna materna, la quale rivestirà un ruolo molto importante nella sua educazione a causa della severità e dell'accentramento dei poteri familiari (la madre non ebbe mai gran parte nella crescita del figlio), si trasferisce ad Algeri dove seguirà tutti i gradi di scuola.

### Gli studi e la malattia
Il suo insegnante elementare, Louis Germain, notò subito la sua vivace intelligenza e il suo desiderio di apprendere. Alle scuole medie gli diede lezioni gratuite per prepararlo al concorso per la borsa di studio del 1924, nonostante la nonna avesse in serbo per lui un destino di lavoratore manuale, per poter contribuire da subito al mantenimento della famiglia. Camus manterrà per tutta la vita una grande gratitudine e affetto nei confronti di Louis Germain, al quale dedicherà il suo discorso per l'accettazione del Premio Nobel. Ricevuta la notizia del conferimento del premio, scrisse: «Senza di lei, senza la mano affettuosa che ha teso al bambino povero che ero, senza il suo insegnamento, e il suo esempio, nulla di tutto questo sarebbe stato possibile». Come ricordò ne Il primo uomo, Germain fu una sorta di padre sostitutivo, che aveva partecipato ed era sopravvissuto a quello stesso conflitto nel quale il vero padre di Camus aveva perso la vita.
Camus brilla sin da giovane negli studi. Spinto dal suo professore di filosofia, e in seguito grande amico, Jean Grenier (al quale rimarrà legato per tutta la vita), vince una borsa di studio presso la facoltà di filosofia della prestigiosa Università di Algeri. È proprio Grenier a invitarlo alla lettura de Il dolore (La Douleur) di André de Richaud, opera che lo spingerà a intraprendere l'attività di scrittore.
La tubercolosi, che lo colpisce giovanissimo, gli impedisce di frequentare i corsi e di continuare a giocare a calcio, sport nel quale eccelleva come portiere, oltre a ostacolare l'altra sua passione, quella di attore teatrale. All'epoca (1930) la malattia è considerata inguaribile (gli antibiotici specifici per questa patologia sono degli anni cinquanta) e questo influisce sulla sua visione del mondo come "assurdità".
Finisce così gli studi da privatista e si laurea in filosofia nel 1936 con una tesi su Plotino e Sant'Agostino.

### L'antifascismo e gli esordi giornalistici

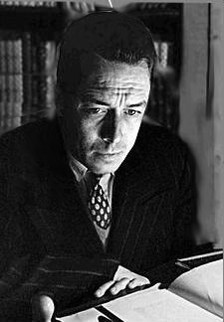
Albert Camus alla sua scrivania

Nel 1933 aderisce al movimento antifascista di Amsterdam-Pleyel e nel 1935 aderisce al Partito Comunista Francese, più in risposta alla guerra civile spagnola che per un reale interesse alle teorie di Karl Marx; questo atteggiamento distaccato nei confronti delle idee socialcomuniste lo portò spesso al centro di discussioni con i colleghi e lo rese oggetto di critiche fino al punto di distaccarsi completamente nel 1937 dalle azioni del partito, considerate di parte e quindi non adatte a un discorso di unità delle genti. Venne quindi espulso con l'accusa di trockismo (termine col quale venivano bollate molto sbrigativamente tutte le opposizioni interne "di sinistra" nei partiti comunisti dell'epoca), essendo in realtà già allora piuttosto votato a una sua forma d'anarchismo.
Il primo legame di Camus con Simone Hie nel 1934 finisce dopo due anni a causa della dipendenza di Simone dagli psicofarmaci. Sei anni dopo avrà una relazione con Francine Faure, ma dopo tre anni saranno costretti dalla guerra a separarsi fino al 1945; la loro unione durerà fino alla fine della vita di Albert.
L'attività professionale lo vede spesso impegnato all'interno di redazioni di testate locali dove è critico letterario e specialista nei resoconti dei grandi processi e nei reportage. Dopo aver lavorato per un breve periodo all'Istituto di meteorologia di Algeri, muove i primi passi da giornalista curando spazi di cronaca e critica letteraria per le riviste Sud e La Revue Algérienne.
Viene quindi assunto dal quotidiano algerino Alger-Républicain (ne è redattore capo), orientato a sinistra, e successivamente partecipa alla fondazione della testata pomeridiana Le Soir Républicain (con l'amico Pascal Pia, fondatore e direttore di Alger-Républicain). Affermatosi come cronista giudiziario, finisce sotto osservazione da parte delle autorità locali, a seguito della pubblicazione di un documentato reportage a puntate dal titolo Misère de la Kabylie, col quale aveva denunciato le disagiate condizioni di vita di una regione algerina rimasta fino ad allora inesplorata dalla stampa d'inchiesta. Il Governatore Generale delle colonie del Nord-Africa lo ostacola e la sua attività nelle colonie finisce con il licenziamento dal giornale, a causa di un articolo contro il governo, che si adopererà poi per non fargli più trovare occupazione come giornalista in Algeria.

### La guerra e il nuovo impegno

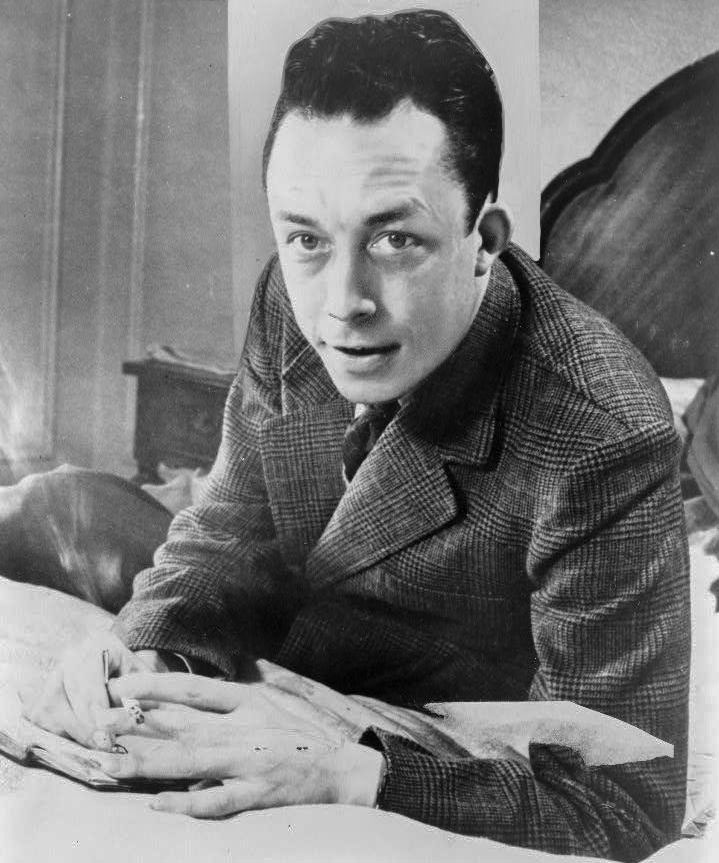
Albert Camus fotografato nel 1957

Camus si sposta così in Francia dove nel 1940 è segretario di redazione al Paris-Soir grazie all'aiuto di Pascal Pia: sono gli anni dell'occupazione nazista e lo scrittore, prima da osservatore e poi da attivista, cerca di contrastare la presenza tedesca ritenendola atroce e insopportabile. Il rapporto professionale con Paris Soir s'interrompe dopo meno di un anno senza troppi rimpianti da parte dello scrittore. Disoccupato, Camus si stabilisce a Orano con la nuova compagna Francine Faure, dove assume, con l'amico André Benichou, le funzioni di insegnante ai Cours Descartes, uno stabile dove vengono accolti bambini ebrei espulsi dalla scuola pubblica per effetto di disposizioni emanate dal governo coloniale nell'ottobre 1940.
A indurlo a ritornare in Francia, nel 1942, è una ricaduta di tubercolosi, per le cui cure si stabilisce a Le Chambon-sur-Lignon. Lasciata d'urgenza Orano, si vede tuttavia impossibilitato a ritornarvi a causa dell'invasione tedesca. Camus si dirige dunque a Parigi, dove dall'ottobre 1943 è lettore e membro del comitato editoriale della casa editrice Gallimard, presso cui aveva pubblicato nel 1941 Lo Straniero e Il mito di Sisifo.
Negli anni della resistenza si affilia alla cellula partigiana Combat diventando caporedattore ed editorialista dell'omonimo giornale, diretto da Pascal Pia e inizialmente costretto a una circolazione clandestina. Vi coinvolge Sartre, che per un periodo lavorerà al quotidiano come inviato negli Stati Uniti, venendo accolto negli ambienti intellettuali di Saint-Germain-des-Prés e del Café Flore. Sembrava che l'amicizia con Sartre fosse indistruttibile, ma le tematiche dell'Assurdo e della Rivolta, i poli che sono alla base dell'itinerario filosofico di Camus, saranno all'origine della progressiva rottura con Sartre e gli ambienti di sinistra.
Nel 1944 incontra l'attrice spagnola Maria Casarès, figlia di un repubblicano liberale che era stato Ministro della Marina nella Seconda Repubblica spagnola. Con Maria Casarès intreccerà una relazione che, con alterne vicende, continuerà fino alla morte dello scrittore. Della lunga relazione è testimone il volume Correspondance che raccoglie le lettere dei due amanti dal 1944 al 1959. Nel marzo 1945 partecipa a Parigi, con George Orwell, Emmanuel Mounier, Lewis Mumford e André Philip, al primo Congresso internazionale del Movimento Federalista Europeo, fondato da Altiero Spinelli e Ursula Hirschmann con l'obiettivo di costruire gli Stati Uniti d'Europa.
Finita la guerra, il suo impegno civile rimane costante e non si piega di fronte a nessuna ideologia, criticando tutto quello che poteva allontanare l'uomo dalla sua dignità: lascia il posto all'UNESCO a causa dell'entrata nell'ONU della Spagna franchista così come è tra i pochi a criticare apertamente i metodi brutali del governo della Germania dell'Est in occasione della repressione di uno sciopero a Berlino Est.
Il 16 maggio 1945 avviene la prima ribellione in Algeria. Camus torna nel suo luogo natale per una cronaca. Conclude così il suo articolo: «Una grande politica, per una nazione povera, può essere soltanto una politica esemplare. Ho una sola cosa da dire a questo proposito: la Francia costruisca realmente la democrazia nei paesi arabi. La democrazia è un'idea nuova in un paese arabo. Per noi varrà più di cento eserciti e di mille pozzi di petrolio». Ad agosto Camus, unico intellettuale occidentale a farlo apertamente (con l'eccezione di Albert Einstein), condanna con parole dure i bombardamenti atomici di Hiroshima e Nagasaki. In quell'anno può riunirsi nuovamente alla famiglia e a settembre nascono i figli gemelli Jean e Catherine.

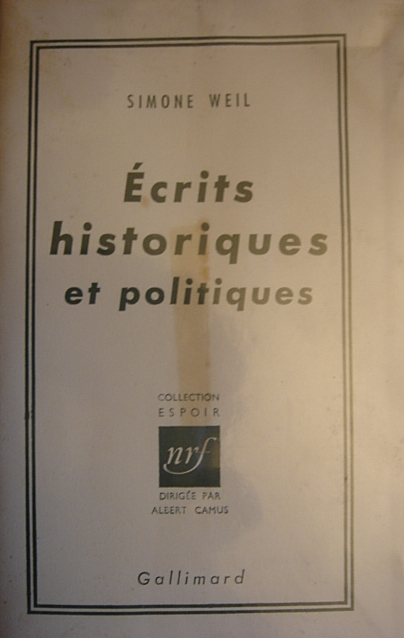
Frontespizio del volume di scritti storici e politici weiliani raccolti da Albert Camus

In questo periodo cura anche l'edizione postuma delle opere della filosofa anarco-cristiana Simone Weil. La Weil infatti arriva a ricoprire una posizione importantissima per il proprio pensiero e la propria produzione letteraria, al punto tale da definirsi un suo «amico-innamorato postumo» (soleva addirittura custodire una foto della pensatrice sul proprio scrittoio). In occasione del conseguimento del premio Nobel per la letteratura, nel 1957, menzionando gli autori viventi più importanti per lui, aggiunge: «E anche Simone Weil – a volte i morti sono più vicini a noi dei vivi». Camus s'adopera poi a far pubblicare l'opera completa della filosofa nella collana Espoir («Speranza»), da lui fondata presso l'editore Gallimard, considerando il messaggio weiliano come un antidoto al nichilismo contemporaneo.
Pubblica svariati articoli su alcune riviste dell'anarchismo filosofico francese, di cui condivide idee e finalità, pur criticandone il "nichilismo romantico" che l'ha caratterizzato storicamente. Già nel 1937 era stato allontanato dal PCF, ma la frattura definitiva con il Partito si formalizza definitivamente nel 1950 a Berlino al "Congresso per la libertà della cultura", quando i comunisti ruppero definitivamente con lui, a seguito dell'espulsione di Léon Blum, André Gide, François Mauriac e Raymond Aron.
All'inizio del 1946 si reca negli Stati Uniti d'America, dove è accolto con diffidenza e sorvegliato dai servizi segreti (la futura CIA), mentre viene salutato con ammirazione dagli studenti delle università nelle quali si reca a tenere discorsi e lezioni. Termina La peste, che esce nel 1947 e ottiene grande successo nonché il Premio dei critici. Scrive una serie di articoli contro tutte le dittature, raccolti in Né vittime né carnefici, in cui affronta il problema della violenza nel mondo. Quando, nel 1947, scoppia la rivolta antifrancese in Madagascar e ne segue una forte repressione, Camus afferma che «il fatto è chiaro e ripugnante: stiamo facendo tutto ciò che abbiamo rimproverato e rinfacciato ai tedeschi».
Il 3 giugno 1947 comunica ai lettori di Combat, con un editoriale, la decisione di lasciare la guida del giornale per ragioni di bilancio. Con il suo addio, si scioglie il sodalizio con Pascal Pia, che aveva condotto il quotidiano di riferimento della Resistenza francese fuori dalla clandestinità. L'incarico da lui lasciato viene assunto da Claude Bourdet, già membro della Resistenza e del comitato di fondazione, scarcerato dopo la liberazione di Parigi. Camus, comunque, continuerà a scrivere per il giornale, seppur molto più saltuariamente, fino al 1949, intervenendo sulle sue colonne con lettere e risposte a intellettuali noti (su tutti François Mauriac e Gabriel Marcel). L'addio alla direzione del quotidiano di resistenza coincise anche con un ritiro dal giornalismo attivo, che non impedì però a Camus di continuare a manifestare le sue prese di posizione anche al di fuori della letteratura, scrivendo di frequente interventi per la stampa quotidiana o pubblicando i testi delle sue conferenze su numerosi periodici. Fu, in particolare, collaboratore di numerose riviste libertarie europee, tra cui la svizzera Témoins, l'italiana Volontà e la francese Le Libertaire.
Negli anni successivi lo scrittore deve fare i conti con una ricaduta della malattia: la tubercolosi giovanile ritorna a tormentarlo e lo costringe a lungo a letto e ad alcuni ricoveri in case di cura. La malattia regredisce quasi completamente, ma i danni ai polmoni sono ormai permanenti.
Nel 1951 la pubblicazione de L'uomo in rivolta fa nascere una lunga polemica con Sartre e i suoi amici: Camus auspica un nuovo umanesimo fondato sulla solidarietà e critica le degenerazioni del comunismo; Sartre rifiuta questo tipo di approccio, che considera borghese e passivo, ma Camus risponde ribadendo la sua fede nella democrazia e in ultima istanza, nell'anarchismo, pur mantenendo una posizione molto personale.
Pochi amici gli restano accanto dopo la rottura con la sinistra, «molti si allontanarono da lui. Solo alcuni amici gli rimasero vicini, come Nicola Chiaromonte e Ignazio Silone», come detto dalla figlia Catherine. Nel maggio 1955 accettò di intraprendere quella che sarebbe stata la sua ultima collaborazione con la stampa: su invito dei fondatori Jean-Jacques Servan-Schreiber e Françoise Giroud, divenne infatti editorialista per il settimanale L'Express, sulle cui pagine avrebbe pubblicato articoli fino all'agosto 1956.

### Il Nobel e gli ultimi anni
Nel 1957 Camus ricevette il premio Nobel per la letteratura, a testimonianza del valore letterario delle sue opere.
Tra il 1959 e l'inizio del 1960 le condizioni di salute del quarantaseienne Camus sono molto precarie (ormai da tempo entrambi i polmoni sono intaccati dalla tubercolosi). Compie un viaggio in Grecia, ma a motivo della salute malferma deve rifiutare la direzione della Comédie Française, offertagli da André Malraux, scrittore e Ministro della Cultura francese. Camus chiede però di poter dirigere un teatro sperimentale.

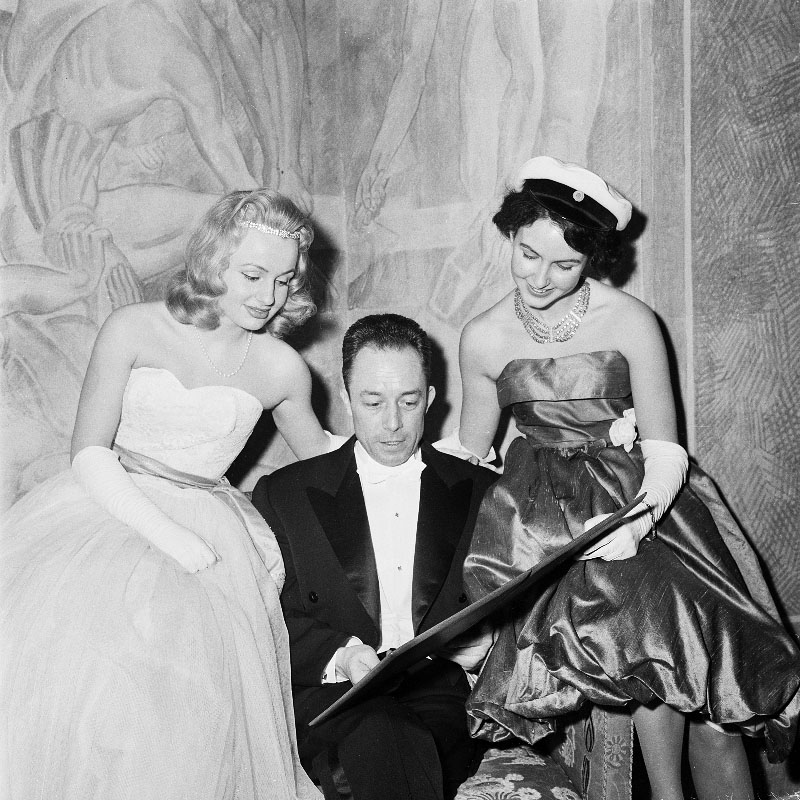
Camus a Stoccolma per il Premio Nobel

Il 4 gennaio di quell'anno, proprio nei giorni in cui discuteva i termini di questo accordo, Albert Camus morì in un incidente d'auto a bordo di una Facel Vega FV3B, nel quale perse la vita anche l'editore Michel Gallimard che era alla guida dell'auto: presso Villeblevin, vicino a Sens (Yonne) e sulla strada per Parigi, il conducente perde il controllo dell'automobile che guidava forse a circa 140 km/h in pieno rettilineo, prima di schiantarsi contro un platano. Camus muore sul colpo, Gallimard viene estratto dall'auto incosciente e con gravissime ferite e sei giorni dopo viene dichiarato morto in ospedale. La figlia e la moglie di Gallimard, sedute dietro, si salvano e riferiscono di un forte rumore prima dello sbandamento, come un cedimento strutturale sotto la macchina.

Sulla morte di Camus alcuni hanno espresso seri dubbi su un possibile attentato del KGB, per le sue ripetute denunce sull'invasione sovietica dell'Ungheria e per un discorso in favore del Nobel allo scrittore dissidente Boris Pasternak; nonostante l'incidente venga imputato anche alla sola velocità elevata del veicolo, e al blocco di una ruota o al cedimento di un asse, in alcuni documenti (tra cui appunti del diario del poeta e traduttore ceco Jan Zábrana, che riporta le rivelazioni di un suo amico e confidente russo), emergerebbe il sospetto che siano stati manomessi gli pneumatici da parte degli agenti segreti di Mosca per ordine del Ministro degli Esteri sovietico Šepilov, pubblicamente attaccato da Camus in un articolo del 1957. In una scatola tra i rottami venne trovato un manoscritto di 154 pagine, dalla cui rielaborazione filologica la figlia Catherine ricostruisce il romanzo postumo e incompiuto Il primo uomo. 

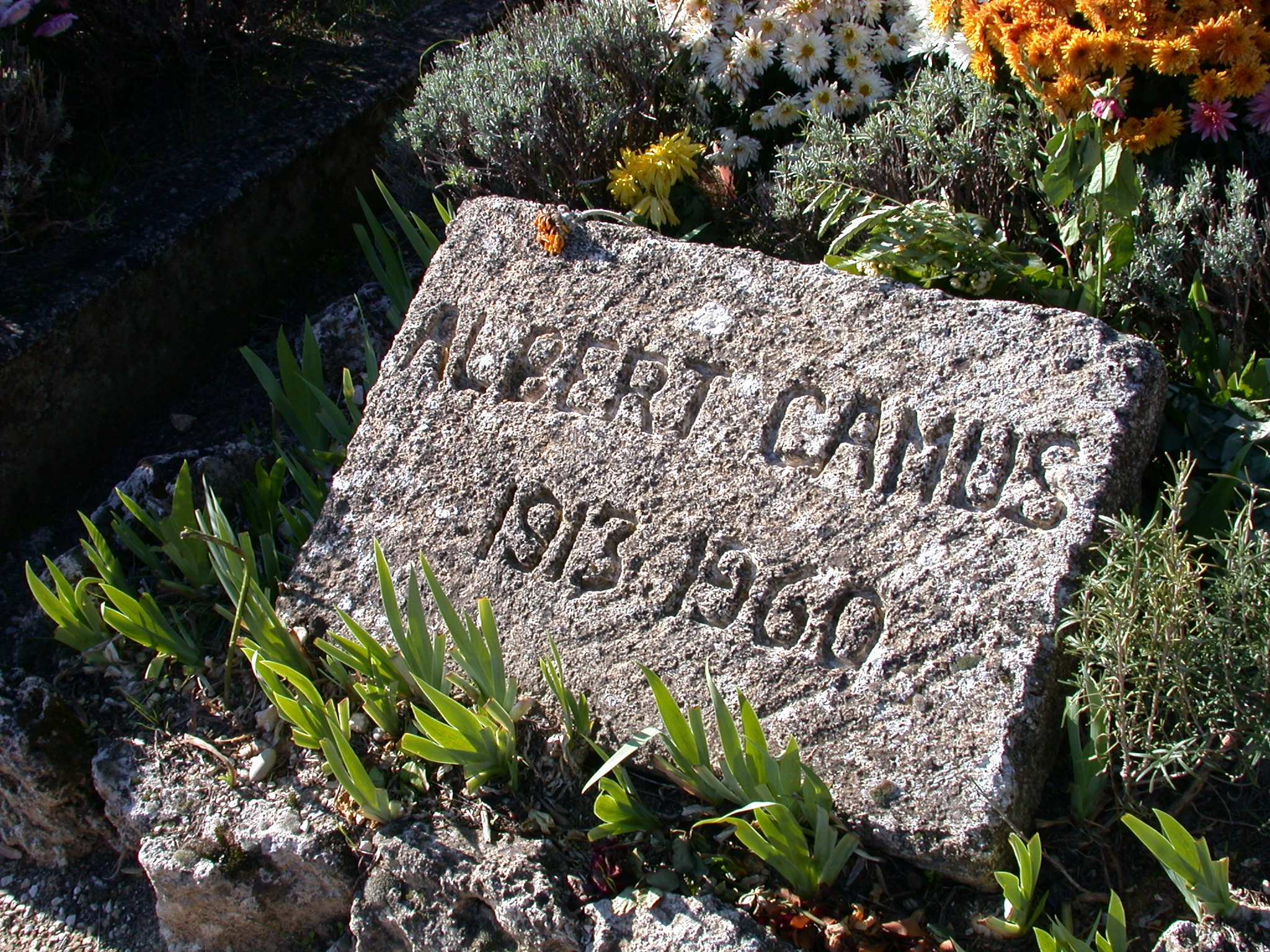
Tomba di Camus

Nelle sue tasche fu trovato inoltre un biglietto ferroviario non utilizzato, segno che probabilmente aveva pensato di usare il treno, cambiando idea all'ultimo momento. In passato aveva più volte sostenuto che il modo più assurdo di morire sarebbe stato proprio in un incidente automobilistico.
Il corpo di Camus venne cremato e la sua tomba è nel cimitero di Lourmarin, in Provenza, dove aveva da poco acquistato un'abitazione. Nel 2010, il presidente francese Nicolas Sarkozy, in occasione dei 50 anni dalla sua morte, propose di traslare le ceneri di Camus al Pantheon, il luogo dove riposano molti personaggi illustri della storia di Francia. La famiglia però alla fine rifiutò: la figlia Catherine, incerta, confermò infine il suo rifiuto affermando che suo padre era "claustrofobico"; il figlio Jean affermò di considerare la cosa un controsenso, poiché prima, a suo parere, il presidente avrebbe dovuto proclamare una "riabilitazione morale" del padre, oggi considerato un simbolo dell'umanesimo moderno francese (venendo apprezzato da sinistra e destra), ma alla sua epoca criticato dalla maggioranza dei politici e intellettuali suoi connazionali. Affermò anche di temere una sorta di "appropriazione ideologica" della figura di Camus da parte della destra di Sarkozy.
Il nipote di Camus, David (figlio di Jean), ha ripercorso successivamente le orme del nonno diventando anch'egli uno scrittore. Attualmente risulta uno degli scrittori più in voga e ricorrenti tra i giovani che stanno nuovamente osannando il suo pensiero diffondendo la sua filosofia e rendendola sempre attuale e propria anche nelle più moderne piattaforme digitali come TikTok.

## L'opera filosofica e il pensiero
(Albert Camus)
Camus si focalizza sull'analisi dell'assurdo presente nella vita dell'uomo (inteso come condizione alienante e reale). Egli non considera però l'assurdo come necessità o unica via, ma come qualcosa da allontanare il più possibile dalla vita umana.
Il suo interesse filosofico nasce, dopo la tesi giovanile su Plotino e Agostino d'Ippona, dalla lettura di Sartre (L'essere e il nulla), con cui condivise per un periodo l'orizzonte politico, e del primo Heidegger (Essere e tempo), ma egli rovescia subito gli assunti di entrambi; Camus non parla dell'Essere, ma principalmente dell'Assurdo. Oltre a questi, a Nietzsche, Proudhon e Stirner, per il pensiero di Camus furono fondamentali la lettura di Herman Melville e del suo capolavoro Moby Dick, e gli scritti dell'anarco-cristiana Simone Weil, vicina anche a forme di gnosticismo moderno che influenzarono moderatamente lo stesso Camus.

### L'ateismo e il senso della vita
Il tema della solidarietà umana è uno sbocco che è convincente solo in parte e che per alcuni versi pare addirittura forzoso e non privo di derive moralistiche. Ben diverso l'atteggiamento che sta alla base del grande e profondo tormento esistenziale molto esplicito sino all'inizio degli anni quaranta. Un tormento che si esprime nell'ateismo esistenziale espresso nelle prime parole con cui si apre il saggio Il mito di Sisifo, pubblicato nel 1942 da Gallimard, dove egli scrive: 
(Il mito di Sisifo)
Nel 1952, con L'uomo in rivolta, Camus affronta il tema della violenza, sia essa metafisica, libertaria o terroristica. L'opera è anche un'analisi socio-psicologica profonda delle motivazioni che portano alla rivolta violenta e all'omicidio.
Ne L'uomo in rivolta Camus prosegue anche e realizza la sua polemica con la rivista Les Temps Modernes diretta da Jean-Paul Sartre. È la fine di un sodalizio che aveva visto sintonia e numerose collaborazioni sin dal secondo dopoguerra.
Alla rivolta "metafisica" e a quella "storica", Camus oppone la rivolta dell'"arte", "riprendendo un tema già caro a Kandinsky":
La creatività alla base di questa rivolta deve tuttavia evitare gli estremi del realismo e del formalismo, conseguendo insieme realtà e forma. I valori della cultura mediterranea sono alla base di questa rivolta perché tale pensare è "misurato" e quindi ha come obiettivo il relativo offrendo solo una giustizia "relativa" che evita gli estremi.
Camus tuttavia evita di solito di definirsi ateo, per non confondersi con il materialismo storico degli atei militanti che ha rifiutato.

### La lotta contro l'assurdo
Per Camus, la strada maestra dell'uomo che pensa è quella di combattere contro l'assurdo e la mancanza di senso dell'esistere. Un assurdo che non è nella natura dell'uomo in quanto tale, ma nei "modi" con cui l'uomo struttura negativamente il proprio esistere e il proprio convivere. Far fronte alla "peste" (che nella sua opera simboleggia anche la dittatura) è possibile nella solidarietà e nella collaborazione. Gli uomini, se uniti da ideali positivi perseguiti con determinazione e forza, devono sempre rimanere vigili in attesa che «...la peste torni a inviare i suoi ratti». Ma tutto questo deve fare i conti con lo stato personale di attività e con i propri limiti: l'artista (così come l'uomo comune) è sempre in bilico fra solidarietà e solitudine (solidaire ou solitaire), e spesso si trova di fronte a situazioni che avrebbe potuto evitare se avesse approfittato di un'occasione passata (vedi La caduta).

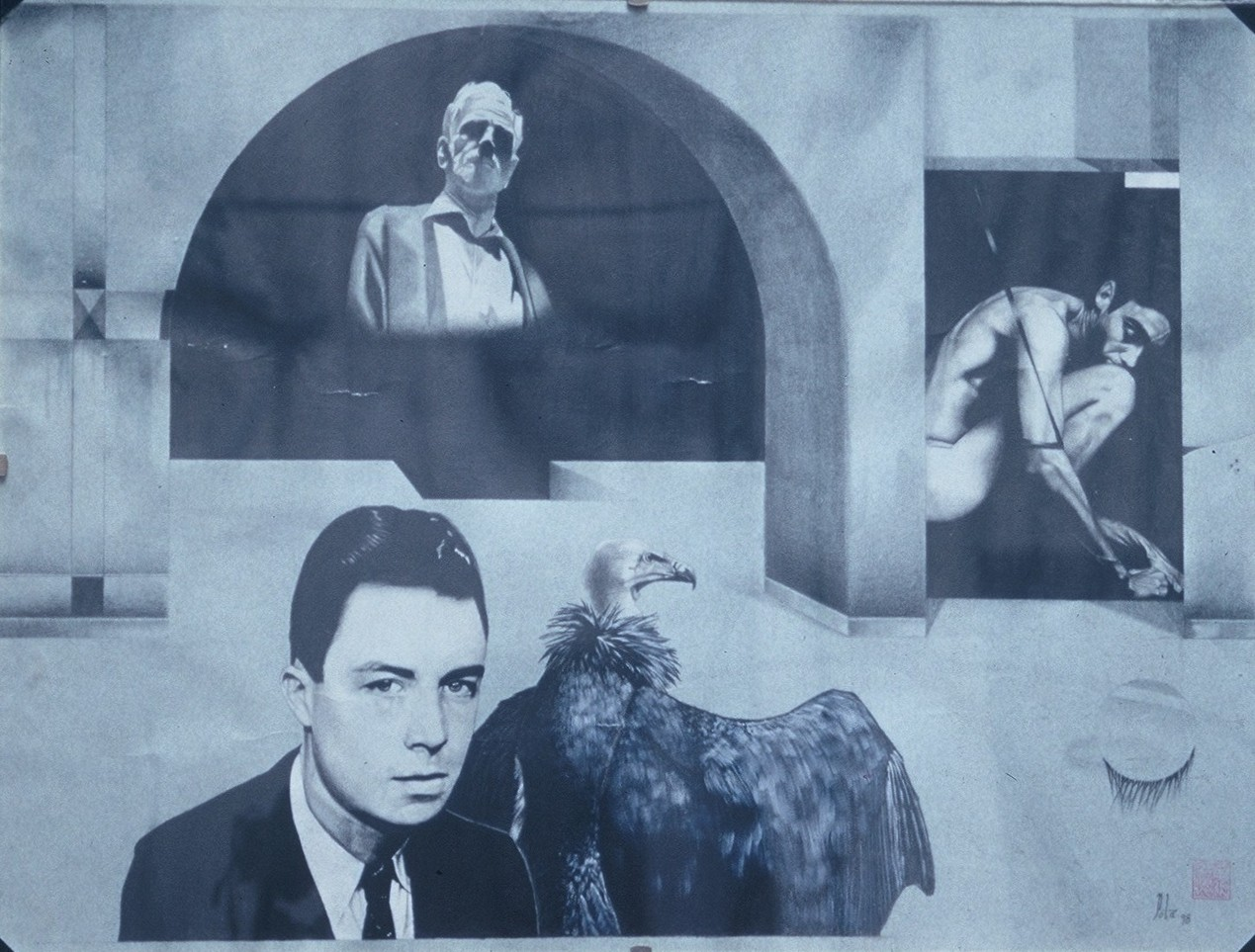
Omaggio a Camus del pittore messicano Eduardo Pola (1998)

La filosofia dell'assurdo emerge più che altro nel Mito di Sisifo, in cui Camus, negando qualsivoglia valore a un significato trascendente alla vita e al mondo, riconosce come assurda l'esistenza: senza un significato, l'esistenza è irrazionale ed estranea a noi stessi. La ricerca di un profondo e autentico legame fra gli esseri umani è reso impossibile dall'assurdo che incombe sull'esistenza umana. La ricerca del legame inter-umano che continuamente sfugge è simile allo sforzo immane che Sisifo compie per tornare sempre allo stesso punto. Il legame umano pare infine essere non altro che il rendersi consapevoli dell'assurdo e del cercare di superarlo nella solidarietà. L'assurdo di certe manifestazioni volte a recidere il legame stesso, come ad esempio la guerra e le divisioni di pensiero in generale, incombe sugli uomini come una divinità malefica, che ne fa allo stesso tempo degli schiavi e dei ribelli, delle vittime e dei carnefici. Resta dunque il suicidio, ma quello "fisico" non risolve il problema del senso; mentre quello spirituale (Kierkegaard con la "speranza" in Dio, e Husserl con la ragione portata oltre i limiti della propria finitudine) svia dal vero problema. La soluzione per Camus è la "sopportazione" della propria presenza nel mondo, "sopportazione" che consente la libertà; e la "protesta/ribellione" nei confronti dell'assurdità dell'esistenza, quindi contro il "destino", consegna alla vita il suo valore effettivo. Camus non cerca quindi più Dio o l'Assoluto, il suo obiettivo diviene "l'intensità della vita". Per Camus Sisifo è quindi felice perché nella sua condanna diviene consapevole dei propri limiti e quindi assume su di sé il proprio destino.
È quindi una presa di coscienza del sentimento dell'assurdo, attraverso alcune figure chiave della filosofia (anche se l'autore ci tiene a dire subito che non si considera un filosofo) e della letteratura. Il libro cita Šestov, Jaspers, Heidegger e Kierkegaard (nomi in fondo non molto conosciuti all'epoca in Francia), e guarda a certi personaggi simbolo come l'attore, Don Giovanni, il conquistatore, Aleksej Nilič Kirillov (un personaggio nichilista del romanzo I demoni di Dostoevskij) e Kafka (soprattutto per Il castello e Il processo): "tipi estremi", come dice lui stesso che gli danno modo di affrontare il tema centrale che è appunto l'assurdità della condizione umana.

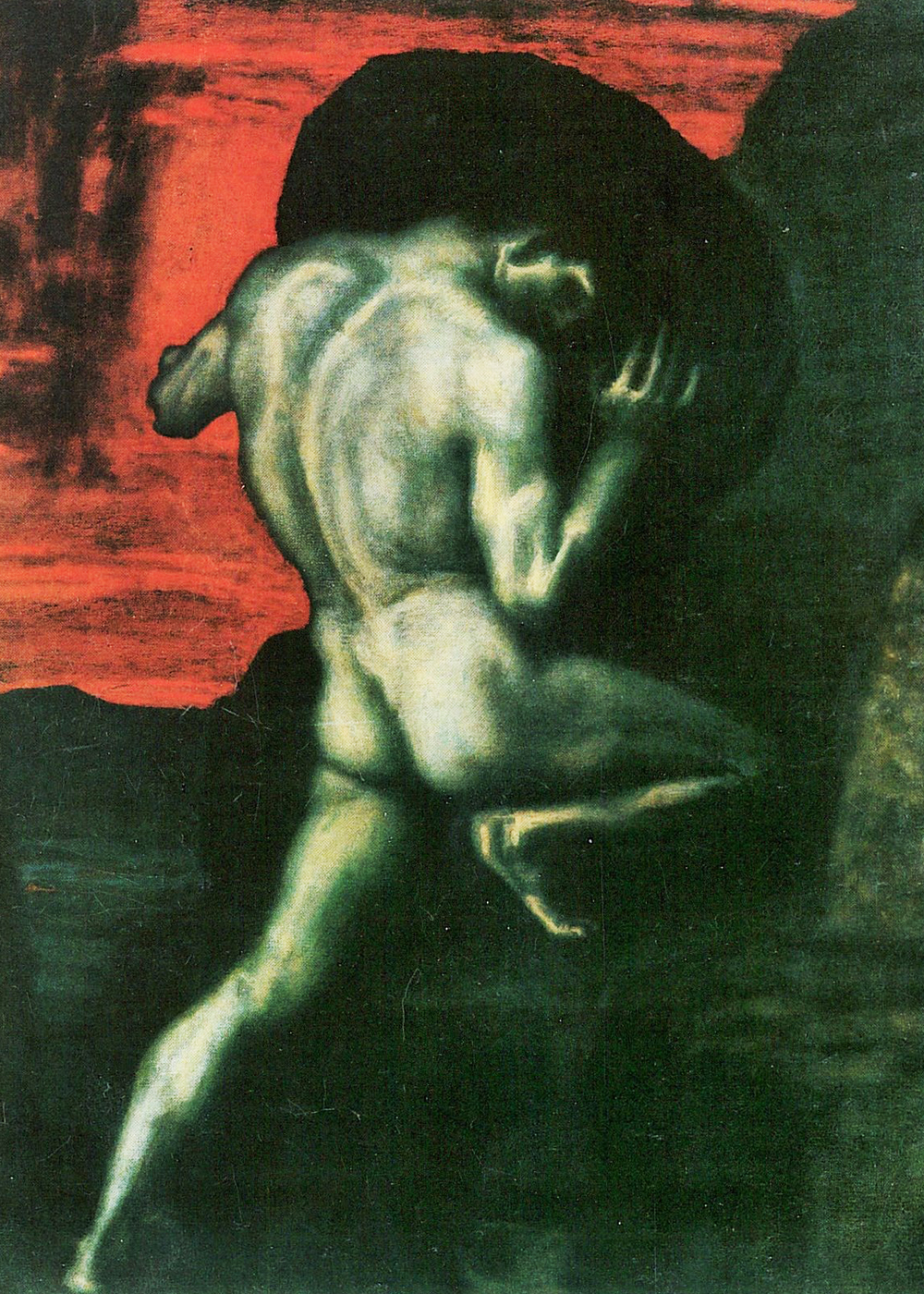
Franz von Stuck, Sisifo

Egli, sempre nel saggio su Sisifo, considera i grandi romanzi (nominando Balzac, Sade, Melville, Stendhal, Proust, Malraux) e il grande teatro (nominando Shakespeare e Molière) come opere di filosofia e cerca di dimostrare che l'unico problema veramente serio sia il suicidio, atto di confronto tra "richiamo umano" e "irragionevole silenzio del mondo", quindi quello della libertà (la temibile innocenza del "tutto è possibile") e della scelta. La parte dedicata al mito di Sisifo, condannato a spingere un pesante masso per l'eternità, offre un'ulteriore riflessione, quella della felicità, poiché come Camus disse in Nozze "non c'è amore del vivere senza disperazione di vivere". Tra le ispirazioni di Camus, anche Giacomo Leopardi, anche se non viene mai citato direttamente.
Egli termina il saggio con un messaggio di speranza relativa:
(Il mito di Sisifo)
La "trilogia dell'assurdo", dopo il saggio sul Mito di Sisifo e il romanzo Lo straniero è completata dal dramma teatrale Caligola in cui l'"imperatore folle" viene visto come un poeta-artista quasi esistenzialista, che tuttavia raffigura anche la burocrazia e il pericolo della tirannide, e contro cui si schiera il pretoriano Cassio Cherea, raffigurante il filosofo materialista che si batte per la libertà, e lo schiavo liberato Elicone:
(Cherea in Caligola)
(Caligola nell'omonima opera)
Lo straniero raffigura invece un uomo alla deriva nell'assurdo, privo di motivazioni per vivere, incapace di giustificare i propri gesti ed emozioni, tanto che arriva a compiere un delitto senza un forte movente, e solo nella sua morte per ghigliottina trova un minimo senso, rappresentando una follia lucida derivante dallo sradicamento dell'uomo, a cui viene a mancare ogni ragione sufficiente a fornire la causa prima di ogni gesto.

### Il rifiuto del pessimismo
(Albert Camus, 1951)
Camus rifiutava gli appellativi di "pessimista" e nichilista attribuitigli da alcuni suoi contemporanei, affermando di non essere né misantropo né nichilista né rinunciatario, e ponendo la sua rivolta ideale come esempio.
Non è per nulla che così egli chiuda Il mito di Sisifo in maniera positiva. Se Sisifo, una volta negato Dio, vede un mondo in ogni parte di esso e può sentirsi felice per il solo fatto di lottare contro il Dio-padrone, il nichilismo è già vinto anche se la sofferenza e l'ingiustizia continueranno a imperversare.

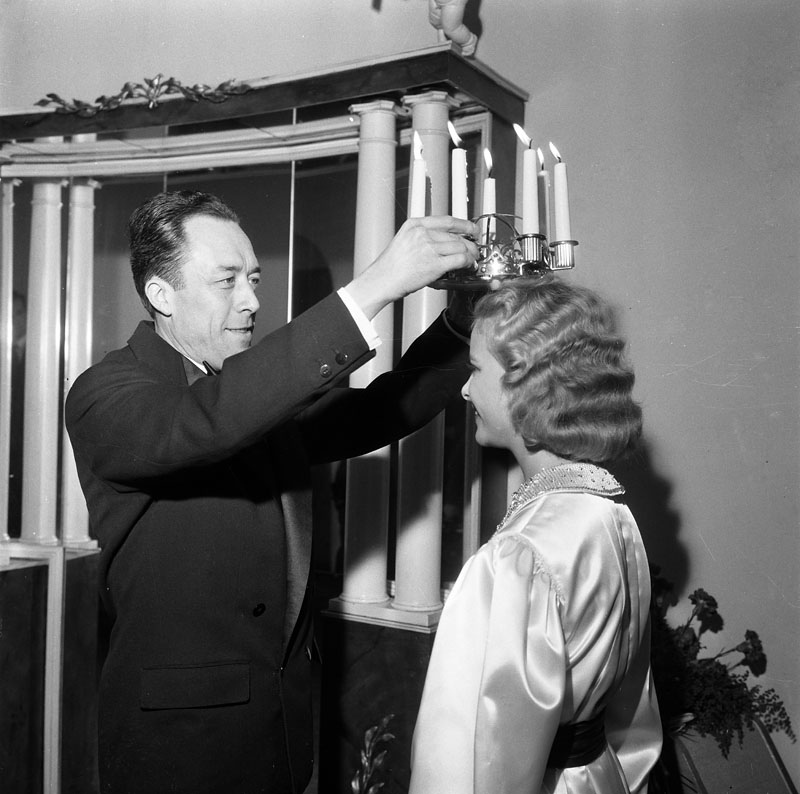
Camus in Svezia, ospite di una manifestazione per la festa pre-natalizia di Santa Lucia (13 dicembre 1957)

Infatti ciò è inevitabile, e nell'Uomo in rivolta si legge: 
(L'uomo in rivolta, Bompiani, Milano 1951, p. 331)
Dopo L'uomo in rivolta Camus scrisse i racconti L'esilio e Il regno di cui doveva far parte anche il saggio breve La caduta. La sua tematica di fondo non cambia, ma si nota un momento di pessimismo accentuato in La caduta, divenuto un romanzo-saggio, cui fa seguito un progressivo riemergere dell'altruismo nei racconti, sistemati proprio per far notare l'uscita dall'egoismo per ritrovare la solidarietà.

Per un uomo che «non sa che farsene di Dio», perché ha solo sé stesso su cui contare per dare senso all'esistere, Camus rifiuta la rinuncia della lotta umana conto il non-senso. Bisogna ribellarsi al non-senso in nome della solarità e della "misura", le caratteristiche migliori dei popoli mediterranei pre-cristiani: 
L'assenza di misura, o "nichilismo", può declinarsi in due modalità fondamentali, secondo Camus: la divinizzazione del rifiuto totale, o "no assoluto"; oppure quella dell'accettazione totale, o "sì assoluto". In entrambi i casi il risultato saranno le stragi indiscriminate. Per Camus "non sono la rivolta né la sua nobiltà che splendono oggi sul mondo, ma il nichilismo, perché si può essere nichilisti in due modi, e ogni volta per un'intemperanza di assoluto".

### La politica

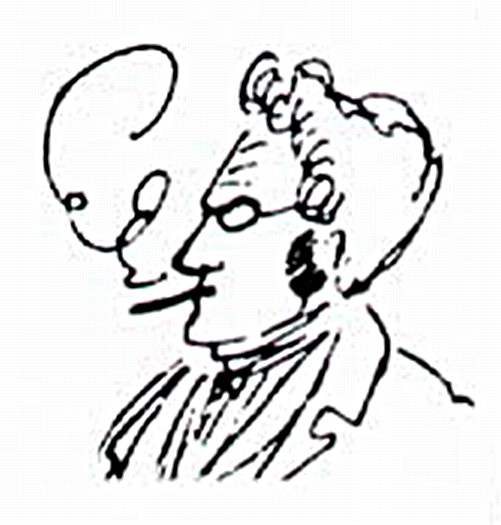
Max Stirner ritratto in un disegno di Engels

Le posizioni politiche di Camus divennero col tempo fortemente critiche, sia nei confronti del comunismo marxista (che aveva sostenuto inizialmente, diventando perciò anarchico), sia del capitalismo occidentale e, precedentemente, del fascismo (posizioni scomode per ogni schieramento politico di allora), nonché del suo nuovo ideale dell'anarco-individualismo di impronta stirneriana e proudhoniana (la sua posizione coniuga l'individualismo di Stirner, che in quest'ultimo è chiamato egoismo filosofico, con l'anarchismo filosofico solidaristico di Proudhon). Benché di Stirner (e di Nietzsche), riprenda solo alcuni concetti rifiutandone una buona parte, ciò gli valse l'isolamento intellettuale. In particolare, a causa del suo giudizio negativo sul blocco sovietico, si consumò la definitiva rottura ideologica con Sartre (sancita poco dopo l'inizio della guerra d'Algeria, nel 1954), il quale riteneva che, nonostante i crimini stalinisti (riconosciuti comunque come gravi errori dopo la denuncia di Nikita Chruščëv, al punto che Sartre si avvicinerà al maoismo, al castrismo, e tardivamente all'anarco-comunismo), non bisognasse comunque negare il sostegno al marxismo-leninismo, per non avvantaggiare il "nemico" costituito dalla classe borghese-capitalistica. Degne di menzione sono anche le sue posizioni sulla guerra d'Algeria (staccate sia dal terzomondismo dei comunisti sia dal nazionalismo francese della destra), e l'accesa critica che egli fa della dottrina leninista.
Entrambe, ma soprattutto la prima, saranno la causa dell'allontanamento dal gruppo esistenzialista. Anche la compagna di Sartre, la femminista Simone de Beauvoir, lo attaccherà nei suoi scritti, accusando l'atteggiamento umanista e filo-occidentale che Camus dimostra in molte occasioni, specialmente nella sua richiesta di non coinvolgere i civili in Algeria e di raggiungere un accordo tra algerini e francesi, una sorta di compromesso federalista che permetta agli ex coloni di rimanere illesi nelle loro case, e allo stesso tempo garantisca la libertà del paese; egli teme particolarmente un'Algeria che si leghi al mondo islamico, di cui percepisce la velleità anti-moderna e anti-libertaria:
(Albert Camus, La rivolta libertaria, pag. 150)
Camus, infatti, mostra anche un forte attaccamento, quasi patriottico, verso l'Algeria:
(da Estate ad Algeri, 1939)
Nel 1953 sostiene anche la rivolta degli studenti e degli operai contro la burocrazia del Partito Socialista Unificato di Germania, il partito unico di Berlino Est, mentre è del 1956 l'immediata e forte presa di posizione antisovietica di Camus, in occasione dell'invasione dell'Ungheria e della rivolta di Poznań.
Ne L'uomo in rivolta Camus attacca invece il marxismo, precisamente il marxismo-leninismo, dichiarandolo "mistificazione del socialismo", termine già usato in Né vittime né carnefici.
L'analisi del filosofo francese parte da Marx stesso, passando per Lenin e arrivando a Stalin. Non vuole dimostrare che Marx conduca allo stalinismo, ma come Lenin e Stalin abbiano distorto il pensiero di Marx piegandolo a scopi disumani, portando l'URSS al terrore e al totalitarismo: non hanno liberato l'uomo, ma «lo hanno imprigionato all'interno di una necessità storica».
L'utopia marxista è stata superata da una lotta di potere nichilista, da dominatrice della storia ne è diventato un fatto. La Rivoluzione russa del 1917 secondo Camus fu "l'alba della libertà reale", la più grande speranza della storia umana, ma è stata subito tradita, dotandosi di una polizia politica e diventando un'efficiente dittatura moderna. Però, più che a La rivoluzione tradita di Lev Trockij, egli si ricollega agli scritti di Volin sul "fascismo rosso".
Lenin «ha cancellato la morale dalla rivoluzione», ritenendo che essa avrebbe fallito se ancorata ai principi etici. Per Marx la dittatura del proletariato era provvisoria ed egli «non immaginava così terrificante apoteosi».

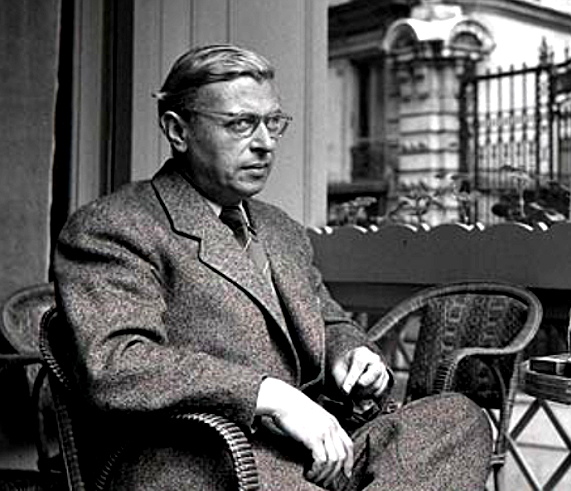
Jean-Paul Sartre, il caposcuola dell'esistenzialismo francese, ruppe con Camus a seguito delle divergenze sul comunismo e sulla questione algerina

Lenin costruisce quindi «l'imperialismo della giustizia», poiché la giustizia sociale si realizzerà solo nel momento in cui il capitalismo sarà distrutto in tutto il mondo. Fino ad allora l'oppressione, il delitto e la mistificazione saranno legittimati e giustificati in nome di un fine astratto. La vera dittatura del proletariato, quella provvisoria, che deve rispettare, dice Camus riprendendo Rosa Luxemburg, le libertà democratiche che permettono la reale partecipazione del popolo, ha dato vita alla dittatura «feroce e durevole» dei capi, una tirannia che Stalin ha consolidato creando "l'Impero non degli uomini, bensì delle cose". All'interno di esso non vi è più spazio per «l'amicizia nel presente, ma solo per l'uomo che verrà, l'uomo nuovo di cui si aspetta l'avvento». Nel "regno delle persone" gli uomini si legano grazie all'affetto, ma nel regno delle cose gli uomini si uniscono tramite la delazione, ponendo fine alla fraternità, e "chi combatte il regime è un traditore, chi non lo sostiene con zelo è sospetto".
Riprende anche la metafora della peste e negli scritti de La rivolta libertaria Camus parla così dell'indifferenza o dell'appoggio al franchismo e di chi, come Sartre, giustificava storicamente il comunismo dell'Est: 
(Camus sulla rivolta di Poznań)
Come detto, a tutte queste affermazioni segue la rottura totale con la sinistra francese e l'ostracismo dell'ambiente esistenzialista sartriano, i cui rappresentanti rifiutavano di condannare in toto, come fatto da Camus, l'esperienza del marxismo-leninismo, pur riconoscendone alcuni errori. Nell'ultimo periodo della sua vita, Camus si riconosce nella politica di Pierre Mendès France, in cui trova un punto di riferimento per le sue posizioni europeiste, per certi versi più vicine a istanze liberaldemocratiche e umanitarie, per altri più marcatamente socialiste, benché non condizionate da afflati marxisti.

## Cultura di massa
- La prima pubblicazione del gruppo musicale The Cure, Killing an Arab del 1978, trae ispirazione dal romanzo L'Étranger (Lo straniero).
- Il personaggio del manga e anime I Cavalieri dello zodiaco del fumettista giapponese Masami Kurumada, Camus dell'Aquario, è, nel nome e in alcune caratteristiche, un omaggio ad Albert Camus e ad alcune sue opere e tematiche.[59]
- Viene citato - in lingua originale - in un dialogo dell'episodio Il Film Festival di Springfield della sesta stagione della serie animata de  I Simpson, in cui il personaggio di Jay Sherman dice: «So then I said to Woody Allen: "Well, Camus can-do, but Sartre is smartre!"» (trad. «Così ho detto a Woody Allen: "Bè, Camus è in gamba, ma Sartre è più intelligente!»). Nell'edizione italiana la battuta, anche per compensare il gioco di parole inadattabile coi nomi dei due autori francesi, viene sostituita con: «Poi dissi al vecchio Woody Allen: "Bè, Jung vale un centone, ma è Freud il vero campione".»

### Cinema

#### Film su Camus
- Camus di Laurent Jaoui, 2009, con Stéphane Freiss nel ruolo dello scrittore, film TV per France 2 (in onda nel 2010)

#### Film tratti da opere
- Lo straniero di Luchino Visconti, 1967
- Le parole a venire di Peter Del Monte, 1970, cortometraggio per la TV
- La peste di Luis Puenzo, 1992
- Il primo uomo di Gianni Amelio, 2011
- Loin des hommes di David Oelhoffen, 2014

## Opere

### Romanzi
- Lo straniero (L'Étranger, 1942)
- La peste (La Peste, 1947)
- La caduta (La Chute, 1956)
- La morte felice (La mort heureuse, 1971, pubblicato postumo; scritto tra il 1936 e 1938)
- Il primo uomo (Le Premier Homme, incompiuto e pubblicato postumo)

### Racconti
- L'esilio e il regno (L'Exile et le Royaume, 1957), traduzione di Y. Mélaouah, Milano-Firenze, Bompiani, 2018  [1959, Bompiani]. [raccolta di 6 racconti]

### Saggi
- Metafisica cristiana e neoplatonismo (1935), a cura di Lorenzo Chiuchiù, Reggio Emilia, Diabasis, 2004
- Il rovescio e il diritto (L'Envers et l'Endroit, 1937)
- Nozze (Noces, 1938)
- Miseria della Cabilia, prefazione di Laura Barile, traduzione di Marco Vitale, Torino, Aragno, 2012, ISBN 978-88-841-9538-8. [reportage del giugno 1939]
- Il mito di Sisifo (Le Mythe de Sisyphe), Parigi/Milano, Gallimard/Bompiani, 1942/1947.
- L'uomo in rivolta (L'Homme révolté), Parigi/Milano, Gallimard/Bompiani, 1951/2002.
- L'estate (L'Été, 1954)
- Riflessioni sulla pena di morte [Réflexions sur la peine capitale, 1957]
  - La Ghigliottina, trad. Maria Lilith, Introduzione di Domenico Peretti Griva, col saggio «La pena di morte in Francia» di Jean Bloch-Michel, Collezione La Fronda, Milano, Longanesi, 1958
  - La pena di morte, Introduzione di Jean Bloch-Michel, Roma, Newton Compton, 1972
  - Riflessioni sulla pena di morte, trad. G. Coppi, Milano, SE, 1993-2014; Introduzione di Gustavo Zagrebelsky, Milano, Bompiani, 2018
  - La ghigliottina. Riflessioni sulla pena di morte, trad. Maria Lilith riveduta da Alfredo Rovatti, prefazione di Riccardo De Benedetti, Collana Le api, Milano-Udine, Medusa, 2018, ISBN 978-88-769-8416-7
- Saggi letterari, Milano, Bompiani, 1959
- Ribellione e morte. Saggi politici (Lettres à un ami allemand, Actuelles I-II-III, Discours de Suède), trad. Maria Vasta Dazzi, Giuseppe Guglielmi e Alberto Sensini, Milano, Bompiani, 1961 [contiene: Lettere a un amico tedesco, Cronache 1944-1958, Discorsi di Svezia]
- Taccuini. Maggio 1935 - Febbraio 1942, trad. Ettore Capriolo, Milano, Bompiani, 1963 [oggi i due volumi dei Taccuini sono riuniti]
- Taccuini. 1942-1951, Milano, Bompiani, 1965
- Le voci del quartiere povero e altri scritti giovanili (Le premier Camus, suivi de Ecrits de jeunesse d'Albert Camus, 1973), con un saggio di Paul Viallaneix, trad. Giovanni Bogliolo, Milano, Rizzoli, 1974, ISBN 978-88-174-5314-1
- La rivolta libertaria, Elèuthera 1998. [Albert Camus et les libertaires, raccolta]
- Mi rivolto dunque siamo. Scritti politici, a cura di Vittorio Giacopini, Elèuthera, 2008-2015; nuova ed., 2018.
- Il futuro della civiltà europea, a cura di A. Bresolin, Roma, Castelvecchi, 2012, ISBN 978-88-761-5804-9 [discorso pronunciato nel 1955]
- Calendario della libertà, a cura di A. Bresolin, Collana Le Navi, Roma, Castelvecchi, 2013, ISBN 978-88-682-6058-3 [antologia di articoli, interventi, interviste, conferenze dal 1939 al 1956]
- Conferenze e discorsi 1937-1958, trad. Yasmina Mélaouah, Milano-Firenze, Bompiani, 2020.

### Opere teatrali
- Caligola (Caligula, scritto nel 1938, rappresentato nel 1944)
- Il malinteso (Le Malentendu, 1944)
- Lo stato d'assedio (L'État de siège, 1948)
- I giusti (Les Justes, 1949)[60]
- La commedia dei filosofi (Impromptu des philosophes, scritto nel 1947, pubblicato postumo nel 2006)[61]

#### Adattamenti
- Requiem per una suora (Requiem pour une nonne, 1956, adattamento teatrale del romanzo omonimo di William Faulkner)
- I demoni (Les Possédés, 1959), adattamento teatrale dell'omonimo romanzo di Dostoevskij.
- La devozione alla croce (1953), adattamento teatrale della pièce di Pedro Calderón de la Barca, a cura di Lorenzo Chiuchiù, Reggio Emilia, Diabasis, 2005.
- Teatro, trad. Vito Pandolfi, Cesare Vico Lodovici, Françoise Ousset, Milano, Bompiani, 1960; Introduzione di Guido Davico Bonino, Bompiani, 1988-2018. [contiene: Il malinteso, Caligola, Lo stato d'assedio, I Giusti]

### Epistolari
- Albert Camus-Jean Grenier, Correspondance 1932-1960, Avertissement et notes par Marguerite Dobrenn, Collection Blanche, Paris, Gallimard, 1981, ISBN 978-2-07-023175-1.
- Albert Camus-Pascal Pia, Correspondance 1939-1947, Paris, Fayard-Gallimard, 2000, ISBN 978-2-21-360774-0.
- Albert Camus-Jean Grenier, Louis Guilloux : écriture autobiographique et carnets, Actes des Rencontres méditerranéennes, 2001, Château de Lourmarin, Éditions Folle Avoine, 2003.
- Albert Camus-Jean Sénac, Hamid Nacer-Khodja, Albert Camus-Jean Sénac ou le fils rebelle, Paris Méditerranée-Edif, 2000, 2004, ISBN 978-2-84272-206-7.
- Albert Camus-René Char, Correspondance 1946-1959, Édition établie, présentée et annotée par Franck Planeille, Collection Blanche, Paris, Gallimard, 2007, ISBN 978-2-07-078331-1.
- Albert Camus-Michel Vinaver, S'engager? Correspondance (1946-1957) assortie d'autres documents, Editeur L'Arche, 2012, ISBN 978-2-85-181775-4.
- Albert Camus-Francis Ponge, Correspondance 1941-1957, Édition établie, présentée et annotée par Jean-Marie Gleize, Collection Blanche, Paris, Gallimard, 2013, ISBN 978-2-07-013927-9.
- Albert Camus-Louis Guilloux, Correspondance 1945-1959, Édition établie, présentée par Agnès Spiquel-Courdille, Collection Blanche, Paris, Gallimard, 2013, ISBN 978-2-07-013926-2.
- Albert Camus-Roger Martin du Gard, Correspondance 1944-1958, Édition établie, présentée par Claude Sicard, Collection Blanche, Paris, Gallimard, 2013, ISBN 978-2-07-013925-5.
- Albert Camus-André Malraux, Correspondance 1941-1959 et autres textes, Édition établie, présentée par Sophie Doudet, Collection Blanche, Paris, Gallimard, 2016, ISBN 978-2-07-014690-1.
- Albert Camus-María Casarès, Saremo leggeri. Corrispondenza (1944-1959) (Correspondance 1944-1959, 2017), traduzione di Camilla Diez e Yasmina Mélaouah, Prefazione di Catherine Camus, testo stabilito da Béatrice Vaillant, testo annotato da Alexandre Alajbegovic, Collezione Overlook, Milano-Firenze, Bompiani, 2021, ISBN 978-88-452-9984-1.
- Albert Camus-Nicola Chiaromonte, In lotta contro il destino. Lettere (1945-1959) (Correspondance 1945-1959, 2019), traduzione di Alberto Folin, edizione stabilita, presentata e annotata a cura di Samantha Novello, Collana Bloom n.201, Vicenza, Neri Pozza, 2021, ISBN 978-88-545-2058-5.
- Albert Camus-Louis Bénisti, Albert Camus, correspondance avec ses amis Bénisti, 1934-1958, Bleu autour, 2019, ISBN 978-2-35848-125-0.
- Albert Camus-Victoria Ocampo, Correspondencia (1946-1959), Sudamericana, 2019, ISBN 978-9500763202.
- Albert Camus, Caro signor Germain. Corrispondenza e estratto ("Cher Monsieur Germain,...": Lettres et extraits, 2022), traduzione di Yasmina Melaouah, Collana PasSaggi, Milano-Firenze, Bompiani, 2024. [epistolario 1945-1959 col maestro elementare Louis Germain].

### Collaborazioni con testate giornalistiche e letterarie
- Alger Républicain, inviato d'inchiesta e cronista giudiziario, poi redattore capo (1938-1939)
- Le Soir Républicain, inviato ed editorialista (ottobre 1939-gennaio 1940)
- Paris-Soir, segretario di redazione (marzo-dicembre 1940)
- Combat, redattore capo ed editorialista (1944-1947)
- L'Express, editorialista (1955-1956)

### Poesie
Albert Camus non ha scritto poesie. Su internet circola un componimento apocrifo, senza fonti, intitolato "Invincibile Estate". In esso l'unico periodo a lui attribuibile è "Imparavo finalmente, nel cuore dell'inverno, che c'era in me un'invincibile estate". Si tratta di una frase copiata dal racconto in prosa Ritorno a Tipasa contenuto nella raccolta L'estate (L'Été, 1954). Il resto è un falso grossolano.

### Recente (dal 2009)
- (EN)  Heiner Wittmann: Sartre and Camus in Aesthetics. The Challenge of Freedom. Hrsg. v. Dirk Hoeges Dialoghi/Dialogues. Literatur und Kultur Italiens und Frankreichs, Band 13, Frankfurt/M 2009.
- Jacques Ferrandez, L'Hôte : D'après l'œuvre d'Albert Camus, éditions Gallimard-Jeunesse, Collection Fétiche, 13 novembre 2009, 62 pages.
- José Lenzini, Les derniers jours de la vie d'Albert Camus, Éditions Actes Sud, Collection Romans et nouvelles, octobre 2009.
- Dolorès Lyotard, Albert Camus contemporain, Éditions Presses Universitaires du Septentrion, Collection Objet, 218 pages, 5 novembre 2009.
- Albert Camus et René Char, La Postérité du soleil, Éditions Gallimard, Collection Blanche, 20 novembre 2009, avec des photographies de Henriette Grindat, 79 pages.
- Jeanyves Guérin, Dictionnaire Albert Camus, Éditions Robert Laffont, Collection Bouquins, 19 novembre 2009, 992 pages.
- (FR)  Catherine Camus, Albert Camus, Solitaire et Solidaire, Éditions Michel-Lafon, 2009.
- (FR)  Catherine Camus (avec la collaboration d'Alexandre Alajbegovic et de Béatrice Vaillant), Le monde en partage : Itinéraires d'Albert Camus, Paris, Éditions Gallimard, Albums Beaux Livres, 19 novembre 2013, 284 pages.
- José Lenzini, Camus et l'Algérie, Éditions Édisud, Collection Les Écritures, 11 janvier 2010, 159 pages.
- Virgil Tanase, Camus, Éditions Gallimard, Collection Folio Biographies, 21 janvier 2010, 410 pages.
- Alain Vircondelet, Albert Camus, fils d'Alger, Éditions Fayard, 2010.
- Jean-Luc Moreau, Camus l'intouchable,Polémiques et complicités, Éditions Écriture-Éd. Neige, 2010.
- Ève Morisi, Albert Camus contre la peine de mort, préface de Robert Badinter, Éditions Gallimard, 6 octobre 2011, 351 pages.
- Marta Scaratti, Albert Camus. Una introduzione, Firenze, editrice Clinamen 2015.
- (EN)  Elizabeth Hawes, Camus: A Romance, New York, Grove/Atlantic, Inc., 2009, 336 pages.
- (EN)  Robert Zaretsky, Albert Camus: Elements of a Life, Ithaca, United States, Cornell University Press, 2010, 200 pages.
- (EN)  Robert Zaretsky, A Life Worth Living: Albert Camus and the Quest for Meaning, Cambridge, Massachusetts, Harvard University Press, 2013, 240 pages.
- Roberto Gatti, Marta Bartoni, Laura Fatini, Un'utopia modesta. Saggio su Albert Camus, Edizioni ETS, 2017, pp. 280.
- Gabriella Fiori, Simone Weil. Biografia di un pensiero, prefazione di Carlo Bo, Milano, Garzanti, 2006, ISBN 88-11-68044-1.
- Gabriella Fiori, Simone Weil. Una donna assoluta, Milano, La Tartaruga, 2009, ISBN 978-88-7738-394-5.

### Articoli e conferenze
- Heiner Wittmann, Camus et Sartre : deux littéraires-philosophes, conférence présentée lors d'une Journée d'études à la Maison Henri Heine sur la littérature et la morale, 15 décembre 2005.
- Guy Dumur, Les silences d'Albert Camus, Médecine française, 1948.
- Francis Jeanson, Albert Camus ou l'âme révoltée, Les Temps modernes, 1952.
- Jean Négroni, Albert Camus et le théâtre de l'Équipe, Revue d'histoire du théâtre, 1960.
- Pierre Nguyen-Van-Huy, La métaphysique du bonheur chez Albert Camus, Neuchâtel, La Baconnière, 1962.
- Bernard Pingaud, La voix de Camus, La Quinzaine littéraire, 1971.
- Gianfranco Ravasi, Camus (La rivolta & la salvezza), Avvenire, 7 giugno 2013.
- Giuseppe Leone, "Camus, Kafka e il suicidio del giovane Michele", Pomezia-Notizie, Roma, marzo 2017, pag. 11.

### Documenti, biografie e testimonianze
- Michel Onfray, L'ordine libertario. Vita filosofica di Albert Camus («L'ordre libertaire, la vie philosophique d'Albert Camus»), Flammarion, 596 pages, 2012.
- Camus et Sartre, Amitié et combat, Aronson Ronald, éditions Alvik, 2005.
- Albert Camus et l'Espagne, Édisud, septembre 2005.
- Pierre Zima, L'indifférence romanesque : Sartre, Moravia, Camus, éditions L'Harmattan, mars 2005.
- Albert Camus et les écritures algériennes. Quelles traces ?,Édisud, 2004.
- Arnaud Corbic, Camus - L'absurde, la révolte, l'amour, Les Éditions de l'Atelier, 2003.
- Albert Camus et les écritures du XXe siècle, Collectif, Artois Presse Université, 2003 (Colloque de Cergy 2002.
- Audisio, Camus, Roblès, frères de Soleil, Collectif, Édisud, 2003.
- En commune présence : Albert Camus et René Char, Collectif, édition Folle Avoine, 2003.
- Écriture autobiographique et Carnets : Albert Camus, Jean Grenier, Louis Guilloux, Collectif, édition Folle Avoine, 2003.
- Denis Salas, Albert Camus, la juste révolte, éditions Michalon, 2002.
- Jacqueline Lévi-Valensi, Camus à Combat, Cahiers Albert Camus nº 8, Gallimard, 2002.
- Emmanuel Roblès, Camus, frère de soleil, éditions Le Seuil, 1995.
- Histoire d'un livre: l'Etranger d'Albert Camus, Collectif, éditions Imec, 1991.